# 藤島昌子
藤島 昌子（ふじしま しょうこ、1983年9月27日 - ）は、元北海道文化放送のアナウンサー。

## 来歴・人物
東京都武蔵野市出身。身長168cm、血液型A型。武蔵野女子学院高等学校、成蹊大学文学部卒業後、2006年4月北海道文化放送 （uhb） 入社、2007年3月同局退社。
趣味はマッサージと硬式テニス。

### 大学時代
- 成蹊大学在学中の2002年にミス成蹊に選ばれ、翌2003年には首都圏と関西の大学の広告研究会連盟が主催する各大学のミスの中のミスを選ぶ「ミスオールキャンパス」のグランプリに選ばれた。
- その後、芸能事務所のセント・フォースに所属し、2004年に番組制作会社ザ・ワークス制作の情報番組『鈴木タイムラー』にレポーターとして出演した。その他にもauの無料EZムービーコンテンツ『EZアップチャンネル「女神たちの予感」』のキャスターや、スカイパーフェクTV!の音楽番組の司会、テレビ埼玉の番組にも出演したことがある。
- 写真週刊誌の『FLASH』（2006年1月31日号・第898号）でミス成蹊のコンテスト時のサンタ姿の写真とともに「北海道文化放送内定」と報じられた。

### 北海道文化放送時代
- 入社早々2006年FNS統一キャンペーンでもある「きっかけは、UHB」キャンペーンにチアリーダー姿で登場していた。
- その後のキャンペーンCMでも先輩女子アナである鈴木亜希子と共に2人のみのCMが流れた。ちなみにこの鈴木亜希子と、DJ森基誉則と3人で2006年10月から『ともだっちーず』を平日深夜に放送していた。同番組では「今夜もあなたのおともだち」の言葉から始まり、木・金曜日の番組最後にはポエムを鈴木と交代で作成、朗読をしていた。
- 2006年5月から流れた放送開始・終了の告知ナレーションに新人ながら抜擢された。
- 2006年12月23日、東映系で公開された『大奥』に、FNS（フジテレビ系）各局から1名選ばれるアナウンサーの1人として、同局を代表して出演した。

## 過去の出演番組
- 2006年4月30日にローカルニュースで顔出しデビューした。不定期にローカルニュースに出演（主に日曜日の朝から昼にかけての『uhbニュース』）。
- 2006年6月10日 - 『またまた緊急参戦関ジャニ∞VSYOSAKOIソーラン祭り 踊る!歌う!魂の祭りSP』のレポーター。
- 2006年7月2日 - 北海道出身の東北高校女子ゴルフ部キャプテンを紹介した番組『キラッ☆北海道女子ゴルフ』のナレーションを担当。
- 2006年7月4日 - 番組宣伝用ミニ番組『ぷちとも』（火曜21:54-21:58、金曜23:48-23:56。土曜日昼不定期。（過去の担当は竹中美彩→遠藤麗奈→鈴木亜希子の順。水曜日は2005年10月から2006年9月まで）
- 2006年7月22日14:00-14:55 - 『FNSソフト工場』「ON THEATER 爆笑探偵団」に答えを聞き、正解を告げる役で出演し、全国区デビュー。
- 2006年8月8日-10日 - 『uhbスーパーニュース』で「絶品アイス探し隊」レポーター。
- 2006年8月19日 - 『えき☆スタ1』のゲスト。
- 2006年8月31日（9月1日未明） - 『ロヲドク』（不定期出演）で「赤とんぼ」を朗読。
- 2006年9月16日 - 『めざましテレビ公認・わがまま! 気まま! 旅気分』「愉快（貝）! 爽快（貝）! 北海（貝）道! 3つの海を完全制覇 幻の食材ハンターが行く!」満喫レポーター。（エアトランセに乗り、北見市観光→函館市「写真家Yの店」カメラマンが写真撮影→帯広市スイーツ三昧。）
- 2006年9月16日15:30-16:00 - 漢方セミナー『+HAPPY プレ更年期の悩みなんて…』進行アシスタント
- 2006年10月3日 - 2007年3月『ともだっちーず』司会。
- 2006年10月9日15:25-16:55 - きっかけはUHB! 『TV業界裏潜入スペシャル～女子アナ総力取材秋のテレビ祭り』レポーター。
- 2006年11月6日 - 『えき☆スタ発』→『スーパーニュースHOKKAIDO』（いずれもレポーター）。
- 2006年11月8日 - 『のりゆきのトークDE北海道』（天気キャスター）。
- 2006年11月11日 - 『えき☆スタ発土曜版』（司会）。
- 2006年11月18日9:55-11:35 - 『永久保存版!スポーツワイド Fの炎〜SPORT HOKKAIDO〜優勝パレードSPいちばん幸せな涙』追跡レポーター
- 2006年11月25日 - 『ジャパンカップ展望』（司会）。
- 2006年12月31日19:00-20:54 - 『細木数子のニッポンの大みそか』。
- 2007年1月8日19:00-20:54 - 『草彅・おすぎとピーコの女子アナ2007もっと大人になりたいのっ!SP』。
- 2007年3月5日 - 『ハワイ満喫珍道中! アロハな旅』
- 2007年3月30日 - 『ともだっちーず』 最終出演（録画）